# Guhe (köping i Kina, Shandong, lat 36,90, long 116,40)
Guhe (kinesiska: 固河镇, 固河) är en köping i Kina. Den ligger i provinsen Shandong, i den östra delen av landet, omkring 60 kilometer nordväst om provinshuvudstaden Jinan. Antalet invånare är 34 741. Befolkningen består av 17 455 kvinnor och 17 286 män. Barn under 15 år utgör 15,0 %, vuxna 15-64 år 73 %, och äldre över 65 år 11,0 %.
Genomsnittlig årsnederbörd är 800 millimeter. Den regnigaste månaden är juli, med i genomsnitt 287 mm nederbörd, och den torraste är januari, med 5 mm nederbörd.